# Vie au grand air du Médoc
Maillots
La Vie au grand air du Médoc, parfois abrégée en VGA Médoc, est un club de football français fondé en 1907 et disparu en 1953. Installé à Mérignac, commune limitrophe de Bordeaux, en Gironde, c'est la section football d'un club omnisports, qui doit son nom au magazine sportif illustré La Vie au grand air et à la région naturelle du Médoc.
Il est affilié à la Fédération cycliste et athlétique de France, fédération mineure sur le plan du football, dont elle remporte trois fois de suite le championnat de France, en 1912, 1913 et 1914, ce qui lui vaut de défendre les couleurs de sa fédération au Trophée de France, dont il est finaliste en 1913 et 1914.
En 1916, la Vie au grand air du Médoc est à l'origine de la création de la Ligue du Midi de football association (LMFA), sur le modèle parisien de la Ligue de football association. D'abord installé dans le domaine de Puygalan, le club déménage au domaine du Jard en 1919. Intégré à la nouvelle Fédération française de football association (FFFF), le club atteint les demi-finales de la Coupe de France en 1919 et 1920, et remporte le titre de champion du Sud-Ouest de la Ligue du Sud-Ouest de football association, en 1921 et 1922.
Le club du VGA Médoc descend ensuite dans les divisions inférieures du championnat. Il participe pour la dernière fois au championnat du Sud-Ouest en 1947/1948 puis est radié de la fédération en 1953.

## Historique

### Genèse du club (1907-1912)
La Vie au Grand Air du Médoc a été fondée en 1907 par les cinq frères Capbern-Gasqueton. Ils sont par ailleurs les propriétaires de château Capbern-Gasqueton et château Calon-Ségur à Saint-Estèphe (Gironde). Ils adoptent les couleurs bleu et vert, et la devise « bien faire et laisser dire »,. Le nom du club est une référence au magazine illustré sportif La Vie au grand air, publié de 1898 à 1922.
La Vie au Grand Air du Médoc est omnisports, comptant notamment des sections de football, hockey sur gazon, athlétisme, équitation, natation, basket-ball, tennis et cricket. Le club s'installe à Mérignac, commune limitrophe de Bordeaux, dans la propriété de la famille bordelaise du banquier Fernand Samazeuilh, située dans le vaste domaine de Puygalan, emplacement actuel de la salle du Pin Galant.

### Trois participations au Trophée de France (1912-1914)

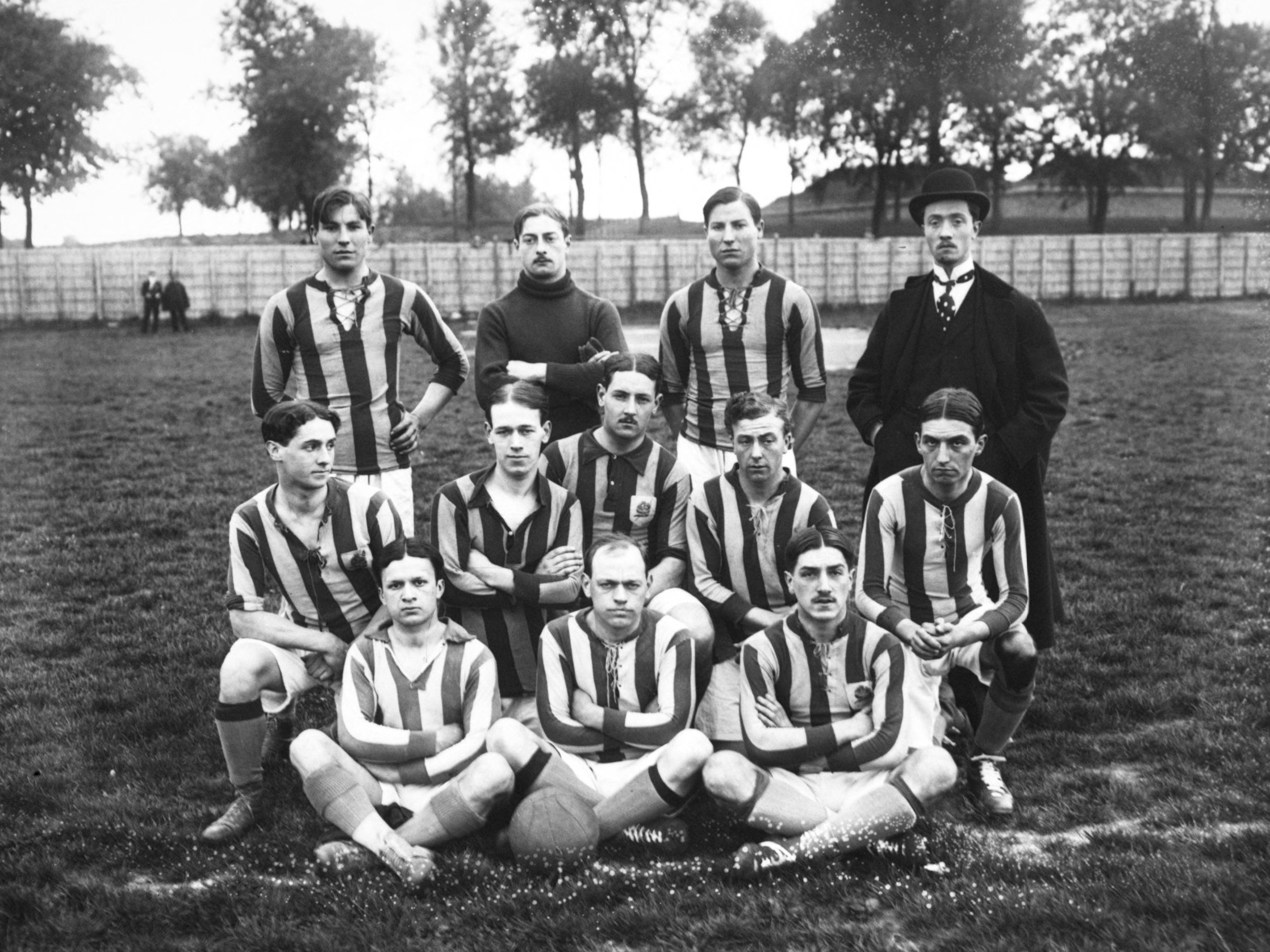
La Vie au Grand Air du Médoc avant sa demi-finale du Trophée de France 1913.

La section football de la Vie au Grand Air du Médoc s'affilie à la Fédération cycliste et athlétique de France (FCAF), fédération mineure sur le plan du football. Le club remporte alors trois fois de suite le championnat de France organisé par cette fédération, en 1912, 1913 et 1914. La performance est toutefois à relativiser. Peu d'équipes de football sont affiliées à la FCAF. La VGA Médoc est même championne en 1914 sans jouer, l'équipe parisienne qu'elle devait rencontrer ayant déclarer forfait. Néanmoins, ces performances permettent au club de se qualifier pour le Trophée de France, considéré alors dans la presse comme le « vrai » championnat de France.
Pour le Trophée de France 1912, la Vie au Grand Air du Médoc s'incline dès son premier match en demi-finale face au champion de la Fédération gymnastique et sportive des patronages de France (FGSPF), l'Étoile des Deux Lacs, par deux buts à zéro à Tours,.

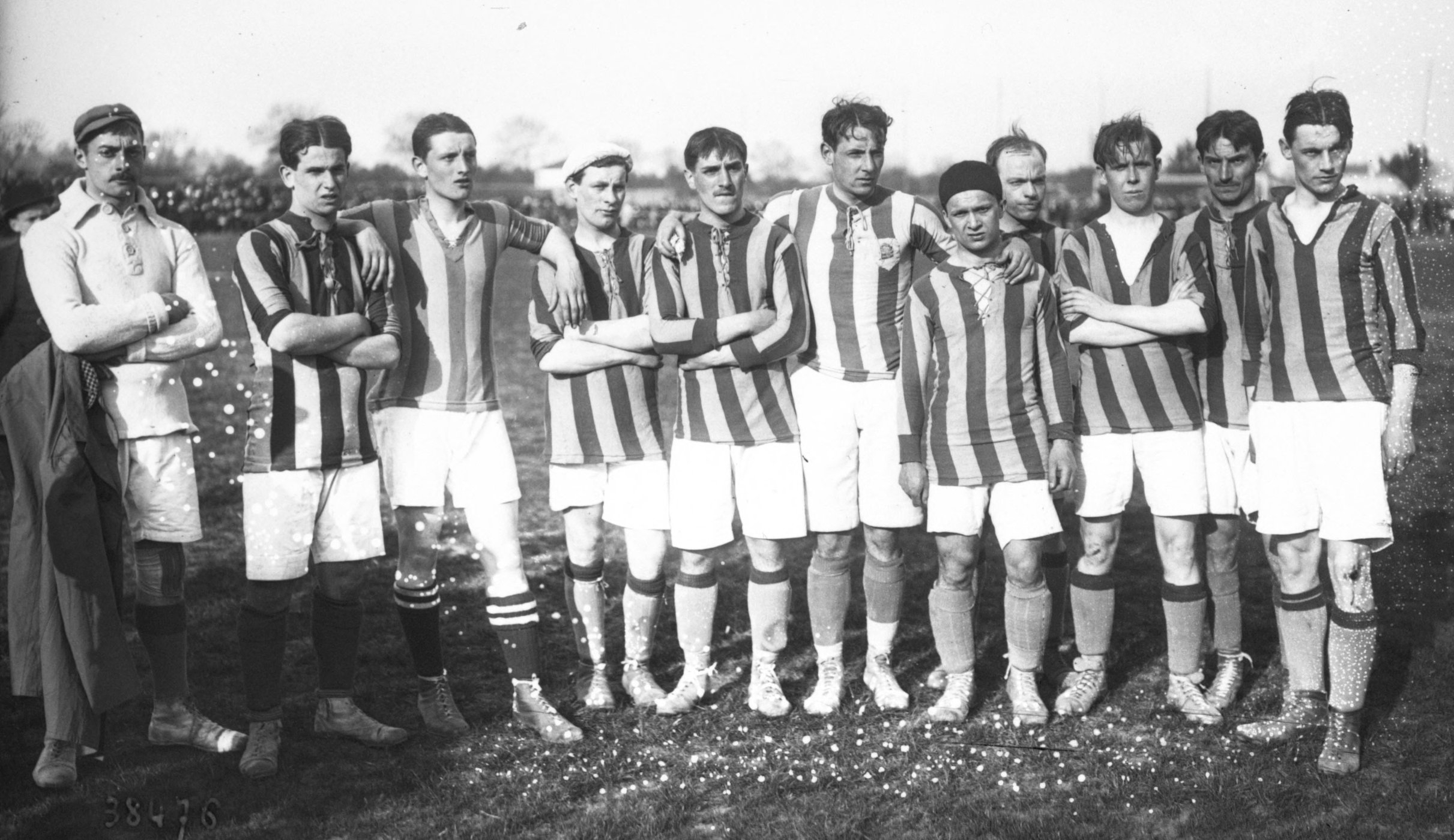
La Vie au Grand Air du Médoc avant la finale du Trophée de France 1914.

L'édition suivante, la VGA Médoc s'impose le 12 mai 1913 en demi-finale face au champion de l'Union des sociétés françaises de sports athlétiques (USFSA), le Football Club rouennais, par deux buts à un à Arcueil,,. La finale, initialement prévue le 18 mai à Colombes, a finalement lieu à Bordeaux sur le terrain du Stade bordelais UC, pour éviter que le club ne se déplace deux fois en région parisienne en seulement une semaine. À domicile, devant 3500 spectateurs, le club dispute une « partie vivement menée » face au champion de la Ligue de Football Association, le Cercle athlétique de Paris, favori de la rencontre. La VGA Médoc mène par un but à zéro à la mi-temps, mais encaisse deux buts coup sur coup à l'heure de jeu et laisse filer le titre. Le Petit Journal note néanmoins que « le public bordelais, très sportif, acclama chaleureusement les vainqueurs »,,.
La Vie au Grand Air du Médoc est opposée en demi-finale du Trophée de France 1914 aux Parisiens du Patronage Olier, champion de la Fédération gymnastique et sportive des patronages de France (FGSPF). Le match a lieu au récent Vélodrome de la Côte d'Argent à Talence, dans l'aire urbaine de Bordeaux. Dans une partie équilibrée marquée par « un jeu rapide et agrémenté de jolies phases », les Bordelais battent à domicile les Parisiens par trois buts à deux,,. En finale, le 26 avril 1914 au stade de Charentonneau en banlieue parisienne, l'Olympique lillois, champion de l'USFSA, surclasse sans surprise la VGA Médoc par quatre buts à un. Le journaliste du Matin accable les Bordelais, jugeant leur jeu « trop calme, trop fignolé et se perdant en phases inutiles »,,.

### Parcours en championnat du Sud-Ouest et fin du club (1914-1953)
En décembre 1916, la Vie au Grand Air du Médoc et son président, Henri Gasqueton, sont à l'origine de la création de la Ligue du Midi de Football Association (LMFA), sur le modèle parisien de la Ligue de Football Association. La VGA Médoc remporte les trois championnats de la LMFA (1917/1918/1919). Les Médocains font coup double en 1918 avec le titre national de Champion de la Ligue de Football Association en disposant du Club français , mais sont battus par le Red Star en finale en 1919.
En septembre 1919, la famille Capbern-Gasqueton achète à Mérignac le domaine du Jard au propriétaire, M. Tuffereau. Le club migre alors du domaine de Puygalan vers le Jard et aménage une partie des treize hectares du domaine en terrains omnisports, avec notamment trois terrains de football, deux de hockey, quatre de tennis, un de basket, une piscine, un manège hippique, des écuries, et pour le cyclisme, une piste de vitesse et une pour les épreuves routières. Le complexe est alors communément appelé Parc de la Vie au Grand Air ou Parc des Sports de Bordeaux.
La Vie au Grand Air du Médoc réalise de bonnes performances entre 1918 et 1924. Le club atteint les demi-finales de la Coupe de France en 1919 et 1920 et les quarts de finale en 1922. Il remporte aussi deux fois le titre de champion du Sud-Ouest de la nouvelle Ligue du Sud-Ouest de football association (LSOFA), en 1921 et 1922. La VGA Médoc joue une dernière fois au plus haut niveau de la LSOFA lors de la saison 1929-1930, avant de descendre en 1re série, puis en 2e série à l'issue de la saison 1932-1933. Champion de 3e série en 1945, le club apparait une dernière fois dans la liste des équipes engagées dans le championnat de la Ligue du Sud-Ouest en 1947/1948. Le football mérignacais est ensuite repris par le Stade amical mérignacais (SAM).
Le club, entretemps renommé Vie au Grand Air du Médoc International Football Club Bordeaux le 4 août 1924[réf. nécessaire], est radié de la Fédération française de football le 5 janvier 1953.[réf. nécessaire]
Le seul international A français de la VGAM fut Jean Boyer qui évolua au club lors de la saison 1921-1922.

## Résultats sportifs

### Palmarès
Le tableau suivant présente le palmarès de la Vie au Grand Air du Médoc en compétitions officielles. Le club a remporté trois fois le championnat de France de la FCAF et deux fois le championnat de la Ligue du Sud-Ouest de Football Association.
| Compétitions nationales | Compétitions régionales |
| --- | --- |
| Championnats - Championnat de France de la FCAF (3) - Champion : 1912, 1913 et 1914 - Championnat de France de la LFA (1) - Champion : 1918 - Finaliste : 1919 Coupes - Trophée de France - Finaliste : 1913 et 1914 | Championnats - Ligue du Midi de Football Association (3) - Champion : 1917, 1918, 1919 - Championnat du Sud-Ouest (2) - Champion : 1921 et 1922 |

### Bilan saison par saison
Le tableau suivant présente le bilan saison par saison de la Vie au Grand Air du Médoc.
| Saison                                      | Championnat                     | Div. | Clas.  | Pts | J | V | N | D | Bp | Bc | Diff | Coupe de France |
| ------------------------------------------- | ------------------------------- | ---- | ------ | --- | - | - | - | - | -- | -- | ---- | --------------- |
| Fédération cycliste et athlétique de France |                                 |      |        |     |   |   |   |   |    |    |      |                 |
| 1911-1912                                   | Championnat de la FCAF          |      | 1 / ?  |     |   |   |   |   |    |    |      |                 |
| 1911-1912                                   | Trophée de France               | –    | 1/2    | –   | 1 | 0 | 0 | 1 | 0  | 2  | -2   |                 |
| 1912-1913                                   | Championnat de la FCAF          |      | 1 / ?  |     |   |   |   |   |    |    |      |                 |
| 1912-1913                                   | Trophée de France               | –    | Fin.   | –   | 2 | 1 | 0 | 1 | 3  | 3  | 0    |                 |
| 1913-1914                                   | Championnat de la FCAF          |      | 1 / ?  |     |   |   |   |   |    |    |      |                 |
| 1913-1914                                   | Trophée de France               | –    | Fin.   | –   | 2 | 1 | 0 | 1 | 4  | 6  | -2   |                 |
| 1914-1915                                   | ?                               |      |        |     |   |   |   |   |    |    |      |                 |
| 1915-1916                                   | ?                               |      |        |     |   |   |   |   |    |    |      |                 |
| Ligue du Midi de Football Association       |                                 |      |        |     |   |   |   |   |    |    |      |                 |
| 1916-1917                                   | Championnat LMFA                | 1    | 1      |     |   |   |   |   |    |    |      |                 |
| 1917-1918                                   | Championnat de France LFA       | 1    | 1      |     |   |   |   |   |    |    |      | 1er tour        |
| 1918-1919                                   | Championnat de France LFA       | 1    | Fin.   |     |   |   |   |   |    |    |      | Demi-finale     |
| Fédération française de football            |                                 |      |        |     |   |   |   |   |    |    |      |                 |
| 1919-1920                                   | 1re série (Sud-Ouest)           | 1    | ? / 10 |     |   |   |   |   |    |    |      | Demi-finale     |
| 1920-1921                                   | 1re série (Sud-Ouest)           | 1    | 1 / 10 |     |   |   |   |   |    |    |      | 16e de finale   |
| 1921-1922                                   | Division d'Honneur (Sud-Ouest)  | 1    | 1 / 6  |     |   |   |   |   |    |    |      | Quart de finale |
| 1922-1923                                   | Division d'Honneur (Sud-Ouest)  | 1    | ? / 10 |     |   |   |   |   |    |    |      | 16e de finale   |
| 1923-1924                                   | ?                               |      |        |     |   |   |   |   |    |    |      | 3e tour         |
| 1924-1925                                   | ?                               |      |        |     |   |   |   |   |    |    |      | ?               |
| 1925-1926                                   | ?                               |      |        |     |   |   |   |   |    |    |      | ?               |
| 1926-1927 (*)                               | 1re série (Sud-Ouest)           | 2    |        |     |   |   |   |   |    |    |      | 4e tour         |
| 1927-1928 (*)                               | Division d'Honneur (Sud-Ouest)  | 1    | ? / 6  |     |   |   |   |   |    |    |      | ?               |
| 1928-1929                                   | Division d'Honneur (Sud-Ouest)  | 1    | ? / 6  |     |   |   |   |   |    |    |      | ?               |
| 1929-1930                                   | Division d'Honneur (Sud-Ouest)  | 1    | ? / 6  |     |   |   |   |   |    |    |      | ?               |
| 1930-1931                                   | Promotion d'Honneur (Sud-Ouest) | 2    | ? / 6  |     |   |   |   |   |    |    |      |                 |
| 1931-1932 (**)                              | 1re série (Sud-Ouest)           | 2    | ? / 6  |     |   |   |   |   |    |    |      |                 |
| 1932-1933                                   | 1re série (Sud-Ouest)           | 3    | ? / 6  |     |   |   |   |   |    |    |      |                 |
| 1933-1934                                   | 2e série (Sud-Ouest)            | 5    | ? / 6  |     |   |   |   |   |    |    |      |                 |
| 1934-1935                                   | 2e série (Sud-Ouest)            | 5    | ? / 5  |     |   |   |   |   |    |    |      |                 |
| 1935-1936                                   | ?                               |      |        |     |   |   |   |   |    |    |      |                 |
| 1936-1937                                   | 2e série (Sud-Ouest)            | 5    |        |     |   |   |   |   |    |    |      |                 |
| 1937-1938                                   | ?                               |      |        |     |   |   |   |   |    |    |      |                 |
| 1938-1939                                   | 3e série (Sud-Ouest)            | 6    | ? / 5  |     |   |   |   |   |    |    |      |                 |
| 1939-1940                                   | 3e série (Sud-Ouest)            |      | ? / 6  |     |   |   |   |   |    |    |      |                 |
| 1940-1941                                   | 2e série (Sud-Ouest)            |      |        |     |   |   |   |   |    |    |      |                 |
| 1941-1942                                   | ?                               |      |        |     |   |   |   |   |    |    |      |                 |
| 1942-1943                                   | ?                               |      |        |     |   |   |   |   |    |    |      |                 |
| 1943-1944                                   | ?                               |      |        |     |   |   |   |   |    |    |      |                 |
| 1944-1945                                   | 3e série (Sud-Ouest)            |      | 1 / 6  |     |   |   |   |   |    |    |      |                 |
| 1945-1946                                   | 2e série (Sud-Ouest)            | 6    |        |     |   |   |   |   |    |    |      |                 |
| 1946-1947                                   | 1re série (Sud-Ouest)           | 5    | ? / 5  |     |   |   |   |   |    |    |      |                 |
| 1947-1948                                   | 1re série (Sud-Ouest)           | 5    | ? / 5  |     |   |   |   |   |    |    |      |                 |

(*) en entente avec le Bordeaux Etudiants Club
(**) en entente avec le Stade Bordelais UC

## Joueurs
| Joueur     | Sél. | Période   | Tot. |
| ---------- | ---- | --------- | ---- |
| Jean Boyer | 1    | 1921-1922 | 15   |

La Vie au Grand Air du Médoc a connu un joueur international français, l'avant Jean Boyer. Quadruple vainqueur de la Coupe de France avec le Club athlétique de la Société générale et l'Olympique de Marseille, Boyer ne passe qu'une saison au club, lors de la saison 1921-1922, et connait une sélection face à l'Espagne le 30 avril 1922.

## Autres sports
Ce club était omnisports : football, cricket, hockey sur gazon (champion de France en 1922 et 1948), tennis, cyclisme, basket-ball, natation, équitation. 
Le club omnisports vgamiste fusionne avec d'autres clubs mérignacais pour former le SA Mérignac en février 1972.
La section de Hockey sur gazon a remporté le championnat de France en 1922 et 1948.